# Christine Heise
Christine Heise (* in Hannover) ist eine Musikjournalistin und Musikkritikerin. Als freiberufliche Autorin, Moderatorin und Redakteurin arbeitet sie hauptsächlich für Radio Eins.
Ihr bekanntestes Programm ist die zweistündige und seit 1997 wöchentlich ausgestrahlte Musiksendung Happy Sad, Schreibweise: HappySad.

## Leben
Nach dem Abitur an der Käthe-Kollwitz-Schule studierte Christine Heise Politikwissenschaft und Germanistik an der Universität Hannover. Nach Abschluss des Studiums mit Magister Artium zog sie nach West-Berlin.
Ende 1981 begann Heise eine Hospitation beim SFB, im Anschluss arbeitete sie als Autorin, später auch als Moderatorin und Redakteurin für die SFB 2 Radiosendungen Dauerwelle, Anything Else, S-F-Beat und The Big Beat.
Nach der Öffnung der Berliner Mauer bis zur Fusionierung von SFB und dem Ostdeutschen Rundfunk Brandenburg zum RBB, arbeitete Heise zunächst für die Musikprogramme von Radio 4U, ab 2003 im musikjournalistischen Bereich für das RBB Programm von Radio Eins.

## Tätigkeit
Neben Götz Alsmann und Heinz Rudolf Kunze war Christine Heise Mitte der 1990er Jahre Teil der von der MTV-Tochtergesellschaft VH-1 Deutschland produzierten Musiksendung Das musikalische Quintett. Die von Alan Bangs moderierte und über Satellit, im Weiteren im Kabel verbreitete Fernsehsendung wurde Ende 1996 aus Kostengründen eingestellt, und Heise wandte sich weiterhin der Gestaltung von Radiosendungen zu.
Gleichzeitig veröffentlichte sie in Printmedien Interviews, Berichte und Essays zu Individualisten der Kulturszene. So zum Beispiel zur Geschichte der Augsburger Puppenkiste, Titel Hollywood der Puppen, für die Zeitschrift Tip, Ausgabe 5/1996, und im Sachbuch zu Jim Jarmusch das Kapitel Lies, Sweet Lies - Jim Jarmusch ist kein Rockstar über die Ausflüge des US-amerikanischen Filmregisseurs als Sänger und Keyboarder mit der No-Wave-Band The Del-Byzanteens.
In der TAZ berichtete Heise unter dem Titel Suchscheinwerfer in Seelandschaft über das einzige Deutschlandkonzert der britischen Folkmusikerin Beth Orton in Köln und schrieb über das Konzert von Ryan Adams in der Berliner Passionskirche: Die Zukunft des Rock ’n’ Roll ist männlich - sorry, girls.
Im Tagesspiegel vom 22. April 2005 erschienen ihre Gespräche mit Nancy Sinatra: Du musst aus Stahl sein und 2013 mit dem britischen Textdichter und The Smiths Gitarristen Johnny Marr: Ich wollte alles anders machen als in der Vergangenheit.
Für die FAZ vom 1. April 2019 verfasste Christine Heise das Porträt über den achtfachen Grammy Preisträger Chris Stapleton: Wähle die Worte scharf wie Messer schneiden.
Dazwischen, bis 2017, absolvierte die Musikjournalistin eine Zusatzausbildung in Poesie- und Bibliotherapie. Die Expertise fließt ergänzend in ihre Moderationen für spezielle Formate ein wie Die besten Lovesongs an unserem Sommersonntag, radioeins am 13. August 2017, vor allem aber in Heises Analysen der in HappySad besprochenen Liedtexte: „Sind die Sounds auch noch so sexy, am Ende zählt der Song,“ beschreibt sie das redaktionelle Konzept. Lutz Göllner vom Stadtmagazin Zitty zählte HappySad zu „Berlins besten Radiosendungen“: denn sie „kann Musik auch noch in historisch-soziokulturelle Zusammenhänge einordnen.“ (Zitty, S. 40, 24. März 2011) Die langjährige Radiosendung „porträtiert Musiker, die mit ihren Songs Emotionen auslösen, die um ihre Wurzeln wissen und den eigenen Weg suchen.“ Hierbei ist Heise weder an ein Genre noch an aktuelle Musikcharts gebunden. Innerhalb des Segments der U-Musik bewegen sich die Themen in ihren mehr als zwölfhundert Sendungen quer durch alle Zeiten: „Happy-Sad zeigt Menschen, nicht Image-Produkte. [Und] findet die Musik der großen Gefühle und der poetischen Momentaufnahmen selbst in den entlegenen Ecken der Musikwelt - [HappySad ist] eine Bastion des echten Gefühls in einer kalten Welt“, so die öffentlich formulierte Programmatik.
Zu den gespielten Musiktiteln, den – grundsätzlich live moderierten – Hintergrundinformationen mit Schwerpunkten auf Americana, Folk, Country, Soul und Songwriting, lädt Christine Heise unregelmäßig auch Künstler in das Potsdamer Sendestudio nach Babelsberg.
Auf dem seit 30. November 2010 geschalteten, offiziellen Facebook-Profil von HappySad wird über die Interviews informiert, zusätzlich sind die Playlisten des Programms dokumentiert.
Die Chronologie der Gästeliste spiegelt das Spektrum der Sendung: so zum Beispiel Donovan am 14. Februar 2002, Edwyn Collins am 5. Dezember 2003 und Ray LaMontagne am 13. Oktober 2006; Dieter Meier am 11. September 2008 und The Lumineers am 13. September 2012, Bela B am 3. April 2014, Meret Becker am 25. September 2014; Ryan Bingham am 5. Februar 2015, Richard Hell am 1. September 2016 und Calexico am 29. Januar 2018. Zu besonderen Anlässen kommen unabhängige Produzenten und engagierte Veranstalter der Kultur- und Musikbranche dazu: Wim Wenders am 6. Juni 2013, Dietmar Leibecke vom Static Roots Festival am 27. Juni 2019.
Regulärer, allwöchentlicher Sendetermin ist donnerstags ab 21.00 Uhr, Wiederholung im Nachmitternachtsprogramm des folgenden Montags. „Abends schlagen die Experten zu, mit Sendungen wie HappySad mit Christine Heise“, schrieb Markus Ehrenberg. Anlässlich der zweiwöchigen Radio-Party zum 15. Geburtstag von radioeins thematisierte er im Tagesspiegel das redaktionell durchgängig betreute Format, in dem jegliche Rotation von Wiedergabelisten vermieden ist.
Seit 2017 ist Christine Heise eines der fünf ehrenamtlichen Mitglieder der Rock-Jury beim Preis der deutschen Schallplattenkritik (PdSK) e.V. für Neuproduktionen. Daneben moderierte sie gelegentlich Bühnenauftritte wie von Robert Forster, The Go-Betweens, auf dem Poesiefestival Berlin 2018 in der Akademie der Künste.
Christine Heise war mit Volker Quante vom Berliner Schallplattenladen Mr. Dead & Mrs. Free verheiratet; sie haben einen gemeinsamen Sohn.

## Veröffentlichungen (Auswahl)
- Hollywood der Puppen, Tip, Ausgabe 5/1996.
- Streunende Seelen, die Folk-Rock Band The Walkabouts, Süddeutsche Zeitung, 21. September 1999.
- Uh huh, oh yeah!, der Country-Sänger John Prine gastiert zum ersten Mal in Deutschland, Tagesspiegel, 13. Oktober 2000.
- Blaue Stunde einer späten Blume, über die US-amerikanische Roots-Rock- und Alternative-Country-Musikerin Lucinda Williams, Tagesspiegel, 16. Mai 2002.
- Suchscheinwerfer in Seelandschaft, Beth Orton in Köln, TAZ, 23. September 2002.
- Die Zukunft des Rock ’n’ Roll ist männlich – sorry, girls, Ryan Adams in der Berliner Passionskirche, TAZ, 8. November 2002.
- Ganz in Blau, Beth Gibbons, Sängerin von Portishead mit dem Filmregisseur David Lynch, Frankfurter Rundschau, 14. November 2002.
- Die Musik alter Männer, die Leiden schöner Frauen, Der lange Mann und der Berg, T Bone Burnett, Süddeutsche Zeitung, 17. März 2004.
- Du musst aus Stahl sein, Nancy Sinatra, Tagesspiegel, 22. April 2005.
- Die Kuh, die lacht, ist Käse, die kanadischen Singer-Songwriter Geschwister Rufus und Martha Wainwright, Süddeutsche Zeitung, 14. Juni 2005.
- Johnny Marr: Ich wollte alles anders machen als in der Vergangenheit, Tagesspiegel, 3. März 2013.
- Coole Socken trotz Allüren, The Last Shadow Puppets, Tip, Ausgabe 17/2016.
- Wähle die Worte scharf wie Messer schneiden, Chris Stapleton, Frankfurter Allgemeine Zeitung, 1. April 2019.
- Country in the City (of Berlin), Tip, Ausgabe 8/2023.